# Georges Piot
Georges Piot (París, 14 de septiembre de 1896-Créteil, 5 de abril de 1980) fue un deportista francés que compitió en remo. Participó en dos Juegos Olímpicos de Verano en los años 1924 y 1928, obteniendo una medalla de plata en París 1924 en la prueba de dos sin timonel.

## Palmarés internacional
| Juegos Olímpicos | Juegos Olímpicos | Juegos Olímpicos | Juegos Olímpicos |
| Año              | Lugar            | Medalla          | Prueba           |
| ---------------- | ---------------- | ---------------- | ---------------- |
| 1924             | París (Francia)  | Medalla de plata | Dos sin timonel  |